# Autokláv

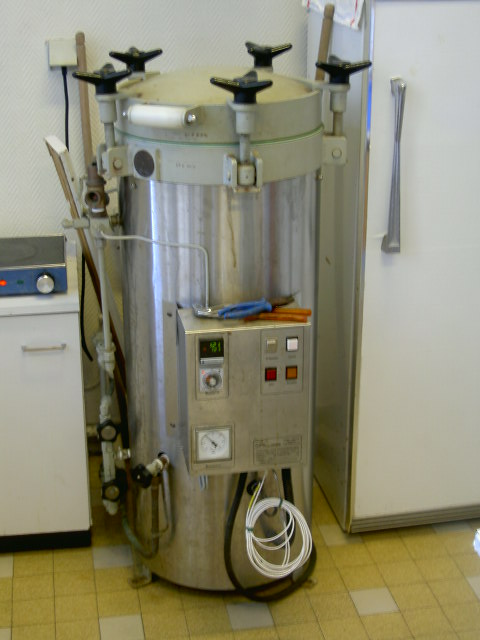
Autokláv

Autokláv je přístroj-reaktor konstruovaný pro reakce probíhající za vysokého tlaku a teploty.
V laboratořích se autokláv typicky používá ke sterilizaci materiálů v laboratorním skle, zejména médií. Samotný proces sterilizace je prováděn vlhkým teplým vzduchem a zvýšením tlaku. Standardem je použití vodní páry teploty 121 °C po dobu 23 minut při tlaku 103 kPa.
Podle sterilizovaného materiálu se pak může sterilizace různě obměňovat. Například jsou nastavovány dvě sterilizace těsně za sebou, nebo je upravována délka a teplota. Tlak se většinou, vzhledem k technickým možnostem autoklávů, příliš nemění. Při sterilizaci tohoto typu dochází k usmrcení všech živých organizmů, ale také ke koagulaci bílkovin, karamelizaci cukrů a k dalším tepelným změnám látek – proto by měla být sterilizace v případě sterilizování např. médií časově vyvážená. V důsledku chemické změny látek dochází též ke změnám pH v médiích.